# ماریا اسزوپه
ماریا اسزوپه (به انگلیسی: Maria Szuppe) دکتری خود را در ۱۹۹۱ از دانشگاه سوربن نووِله پاریس گرفت. زمینه اصلی کار وی تاریخ و فرهنگ جوامع ایرانی در اواخر قرون وسطی و عصر مدرن (رنسانس) به ویژه در دوره تیموریان، صفوی ها و ازبک ها است .